# دمیر کاپیا
شهر دمیر کاپیا (به مقدونی: Демир Капија) با جمعیت  ۴٫۵۴۵   نفر  در استان واردار کشور جمهوری مقدونیه واقع شده‌است.